# Paul L. Modrich
Paul Lawrence Modrich (Ratón, 13 de junio de 1946) es profesor de la cátedra James B. Duke de bioquímica en la Universidad de Duke e investigador en el Howard Hughes Medical Institute. Recibió su Ph.D. por la Universidad de Stanford en 1973. Previamente había estudiado en el MIT. Premio Nobel de Química en el año 2015 conjuntamente con Aziz Sancar y Tomas Lindahl.
Es conocido por su investigación sobre la reparación de errores en el ADN, que son causa de enfermedades hereditarias en los humanos y cáncer de distintas clases, especialmente respecto a cáncer de colon o síndrome de Lynch.

## Premio
Le fue otorgado el Premio Nobel de Química del año 2015 conjuntamente con Aziz Sancar y Tomas Lindahl.
Modrich también es miembro de la Academia Estadounidense de Artes y Ciencias, del Instituto de Medicina y de la Academia Nacional de Ciencias desde 1993.
| Predecesor: Eric Betzig Stefan Hell William Esco Moerner | Premio Nobel de Química junto con Tomas Lindahl y Aziz Sancar 2015 | Sucesor: - |